# Luis Alfonso Mendoza
Luis Alfonso Mendoza (Città del Messico, 20 novembre 1964 – Città del Messico, 29 febbraio 2020) è stato un doppiatore e direttore del doppiaggio messicano con oltre 38 anni di esperienza.
Era noto principalmente per essere la voce di Gohan, adolescente e adulto, in Dragon Ball Z e Dragon Ball GT, Daniel Larusso nella saga degli anni ottanta di Karate Kid, la voce del Conte Dacula nell'omonima serie, Leonardo in Tartarughe Ninja, Edward in Camp Lazlo, Kon in Bleach, Carlton Banks in Willy, il principe di Bel-Air, la voce di Bugs Bunny dal 1997, di Joey Tribbiani in Friends e, negli ultimi anni, la voce di Sheldon in The Big Bang Theory, quella di Phil Miller in L'ultimo uomo della Terra e di Idem in Ben 10.
In Messico era anche noto per essere il principale presentatore della serie ¡Ay Caramba! e per aver realizzato Pichas in El Hormiguero Mx.

## Biografia
Luis Alfonso Mendoza nacque a Città del Messico. Studiò recitazione al National Institute of Fine Arts. Iniziò la sua carriera nel 1976 all'età di 12 anni al XEW, a La Voz de América Latina, interpretando "Demo" (Demetrio), protagonista della soap opera radiofonica L'angolo dei sogni sotto la direzione di Raúl del Campo Jr. ; in seguito apparve in un gran numero di telenovele, sotto la direzione di Claudio Lenk, Dolores Muñoz Ledo e molti altri.
Ingaggiato da Radio Educación ebbe il ruolo di Balam, della telenovela El mundo de Balam, sotto la direzione di Alejandro Ortiz Padilla.
Su insistenza di un suo amico, l'attore Carlos Magaña, iniziò a doppiare nei primi anni '80, in un programma televisivo intitolato Games People Play, sotto la direzione di Jorge Sánchez Fogarty. Lavorò poi sotto la direzione di Narciso Busquets, Jorge Arvizu "El Tata", Gloria Rocha, Maynardo Zavala, José María Iglesias, Francisco Reséndez, Francisco Colmenero, Julio Macías, Víctor Guajardo, Eduardo Tejedo, Rosanelda Aguirre, Rogelio "El Gûero" e Fernando Álvarez, tra gli altri.
Laureato in scienze della comunicazione, era padre della doppiatrice-attrice Nayeli Mendoza e marito di Lourdes Adame. Con il supporto della moglie, nel 1995 fondò "ARTSPOT", Voice Training e Voiceover Training Center, scuole di doppiaggio specializzate anche nel voiceover professionale, grazie alle sue strutture competitivo per rendere il doppiaggio di qualità e offrire una grande opportunità per le nuove generazioni.

### Omicidio
Il 29 febbraio 2020, Mendoza è stato assassinato in una sparatoria a Città del Messico in 604 Balboa Street, insieme alla moglie e al cognato. Secondo i media locali, l'aggressione sarebbe stata conseguenza di una lite che ha portato l'assassino a tentare di suicidarsi dopo il conflitto a fuoco, senza riuscire nell'intento.